# أنماط تربوية
الأنماط التربوية هي أنماط رفيعة المستوى تم الاعتراف بها في العديد من مجالات التدريب والتربية مثل العمل الجماعي وتصميم البرمجيات والتفاعل الإنساني الحاسوبي والتعليم وغيرها. ويعد هذا المفهوم امتدادًا للغات النمط، ففي كلتا الحالتين، تسعى الأنماط لتعزيز أفضل ممارسات التعليم.
ووفقًا لجوزيف بيرجن:
"إن الغرض من [الأنماط التربوية] هو الحصول على جوهر الممارسة في شكل مدمج يمكنه بسهولة نقلها إلى أولئك الذين يحتاجون إلى المعرفة. ويمكن أن يعني تقديم هذه المعلومات في شكل متماسك وسهل الوصول إليه أن الفرق بين كل معلم جديد يحتاج إلى إعادة تعلم ما يعرفه كبار أعضاء هيئة التدريس ونقل المعرفة بالتدريس بسهولة داخل المجتمع.
وبالرغم من أن استخدام أنماط، في مجال صناعة البرمجيات، لا يزال ينشأ في الميدان التربوي. في حين أن مطوري البرمجيات يستخدمون بشكل منتظم الأنماط المدروسة، ولا يزال المجتمع التعليمي ككل بعيدًا عن تضمين الأنماط في الأدوات المستخدمة بشكل يومي.
كما بذلت ميتشل ويزبره جهدًا لتحديد المحتوى التربوي من حيث أنماط التصميم. وفي مناقشة توثيق التعليم الجيد وممارسات التدريب من خلال أنماط التصميم، اقترح ميتشل تسعة جوانب لتوثيق أحد الأنماط لمهارة معينة. ولا يحتاج كل نمط إلى تضمين جميع الجوانب التسعة. وترد أدناه القائمة التي اقترحها:
- الاسم – كلمة واحدة أو جملة قصيرة تشير إلى النمط. وهذا يتيح الترابط والاسترجاع السريع.
- المشكلة – تعريف المشكلة، بما فيها قصدها أو النتيجة المرجوة والأعراض التي تشير إلى وجود هذه المشكلة.
- السياق – هو شروط مسبقة يجب أن تكون موجودة من أجل حدوث هذه المشكلة؛ وغالبًا ما يكون هذا هو الوضع. فعندما تتعارض القوى، غالبًا ما يتم فهم قرارات هذه الصراعات من خلال السياق.
- القوى – وصف القوى أو القيود وكيفية تفاعلها. وقد تكون بعض القوى متناقضة. على سبيل المثال: الدخول في كثير من الأحيان في صراعات مع الوقت أو قيود المال.
- الحل – التعليمات، ربما تشمل المتغيرات. قد يشمل الحل وجود صور أو رسوم بيانية أو كلام نثري أو وسائط أخرى.
- أمثلة – يمكن أن تكون تطبيقات النماذج والحلول والقياس والأمثلة البصرية والاستخدامات المعروفة مفيدة بشكل خاص، حيث تساعد المستخدم على فهم السياق
- السياق الناتج– تم تطبيق النتيجة الصادرة عن النمط، وتشمل المصادقات والآثار الجانبية. وقد تشمل أيضًا المشاكل الجديدة التي قد تنشأ عن حل المشكلة الأصلية.
- الأساس المنطقي– هو عمليات التفكير التي قد تختار هذا النمط، ويشمل الأساس المنطقي تفسير لماذا يعمل هذا النمط وكيف يتم حل القوى والقيود لتحقيق النتيجة المرجوة.
- الأنماط ذات الصلة– الاختلافات والعلاقات مع الأنماط الأخرى، ربما تكون سابقة أو سالفة أو بدائل تحل المشاكل المماثلة.

## وصلات خارجية
- Pedagogical Patterns Site
- E-LEN, tutorial on making e-learning design pattern
- Learning Patterns for the design and deployment of mathematical games
- Fourteen Pedagogical Patterns by Joseph Bergin
- the Pattern Language Network